# Жіноча юніорська збірна Нової Зеландії з хокею із шайбою
Жіноча юніорська збірна Нової Зеландії з хокею із шайбою — національна жіноча юніорська збірна команда Нової Зеландії, яка представляє свою країну на міжнародних змаганнях з хокею із шайбою. Управління збірною здійснюється Новозеландською хокейною федерацією.

## Історія
Свій перший матч збірна провела 6 грудня 2013 проти збіної Австралії, рахунок 2:2. Ця гра стала частиною серії матчів з чотирьох товариських матчів між двома збірними. Новозеландки у цій серії здобули і найбільшу перемогу 5:1.  У грудні 2014 року збірні Австралії та Нової Зеландії провели нову серію з п'яти матчів. Новозеландки програли серію 2:3. Також зазнали найбільшої поразки 1:8.